# Лаврентій Сурій
Лаврентій  Сурій (лат. Laurentius Surius; нім. Laurentius Surius; 1522— 23 травня 1578) — німецький монах-картузіанець.
Лаврентій — уродженець Любека (Suyr de Lubeca), патролог, відомий великою боротьбою з протестантством, яке він уподібнював ісламізму. Видав у шести томах (1569-1575) «Vitae sanctorum Orientis et Occidentis» (укр. Життя святих Сходу і Заходу). У 1618 р. вийшло 4-е видання, дуже поширене. У 1567 р. Сурий видав у Кельні, у 48 томах, збори соборних актів, скорочене у 1575 р. у Венеції в п'ять томів (див. Franz Salmon, «Traité de l etude des conciles et des collecteurs et collections», Париж 1724). Написав про події Європи в 1500-1564 р. кілька гомілій і міркувань. Помер у Кельні

## Праці
- Commentarius breuis rerum in orbe gestarum 1568 [Архівовано 31 грудня 2014 у Wayback Machine.]
- De probatis sanctorum historiis том 1 1570 [Архівовано 5 березня 2016 у Wayback Machine.]
- De probatis sanctorum historiis том 2 1571 [Архівовано 8 березня 2016 у Wayback Machine.]
- De probatis sanctorum historiis том 3 1572 [Архівовано 5 березня 2016 у Wayback Machine.]
- De probatis sanctorum historiis том 4 1573 [Архівовано 8 березня 2016 у Wayback Machine.]
- De probatis sanctorum historiis тому 5 1574 [Архівовано 5 квітня 2016 у Wayback Machine.]
- De probatis sanctorum historiis том 6 1581 [Архівовано 8 квітня 2016 у Wayback Machine.]
- De probatis sanctorum historiis 7 1586 [Архівовано 2 січня 2015 у Wayback Machine.]
- De vitis sanctorum omnium nationum, ordinum et temporum ex VII tomis R. P. F 1605 [Архівовано 12 квітня 2016 у Wayback Machine.]

## Див також
- Картезіанці